# Pinalitus approximatus
Pinalitus approximatus är en insektsart som först beskrevs av Carl Stål 1858.  Pinalitus approximatus ingår i släktet Pinalitus och familjen ängsskinnbaggar. Inga underarter finns listade i Catalogue of Life.